# (6896) 1987 RE1
(6896) 1987 RE1 est un astéroïde de la ceinture principale découvert en 1987.

## Description
(6896) 1987 RE1 a été découvert le 13 septembre 1987 à l'observatoire de La Silla, au Chili,  par H. Debehogne.

### Caractéristiques orbitales
L'orbite de cet astéroïde est caractérisée par un demi-grand axe de 2,29 UA, un périhélie de 1,80 UA, une excentricité de 0,22 et une inclinaison de 4,96° par rapport à l'écliptique. Du fait de ces caractéristiques, à savoir un demi-grand axe compris entre 2 et 3,2 UA et un périhélie supérieur à 1,666 UA, il est classé, selon la JPL Small-Body Database, comme objet de la ceinture principale.

### Caractéristiques physiques
(6896) 1987 RE1 a une magnitude absolue (H) de 14,2 et un albédo estimé à 0,034.